# 京都大賞典
京都大賞典（きょうとだいしょうてん）は、日本中央競馬会（JRA）が京都競馬場で施行する中央競馬の重賞競走（GII）である。競馬番組表での名称は「農林水産省賞典 京都大賞典（のうりんすいさんしょうしょうてん きょうとだいしょうてん）」と表記される。
正賞は農林水産大臣賞。

## 概要
1966年に「ハリウッドターフクラブ賞」の名称で創設された、4歳（現3歳）以上の馬による重賞競走。創設時は京都競馬場の芝3200mで行われたが、1967年より芝2400mに短縮され現在に至る。1974年より現名称となった。なお、「ハリウッドターフクラブ賞」の名称は第1回開催が行われた前年の1965年にアメリカのハリウッドパーク競馬場で「日本中央競馬会賞競走」が創設された返礼として行われたもので、日本中央競馬会と外国の競馬施行団体がレース交換を行う初の事例となった。
中長距離路線における古馬や3歳の実績馬が秋の初戦として出走することが多く、菊花賞・天皇賞（秋）・エリザベス女王杯・ジャパンカップ・有馬記念といった秋のGI戦線を占ううえで重要な競走とされている。2014年からは1着馬に天皇賞（秋）の優先出走権が与えられている。
外国産馬は1971年から、地方競馬所属馬は1995年からそれぞれ出走可能になり、2003年からは外国馬も出走可能な国際競走となった。

### 競走条件
以下の内容は、2024年現在のもの。
出走資格：サラ系3歳以上
- JRA所属馬（外国産馬含む、未出走馬及び未勝利馬は除く）
- 地方競馬所属馬（後述）
- 外国調教馬（優先出走）

負担重量：別定
- 3歳54kg、4歳以上57kg、牝馬2kg減
  - 2020年10月10日以降のGI競走（牝馬限定競走を除く）1着馬2kg増、牝馬限定GI競走またはGII競走（牝馬限定競走を除く）1着馬1kg増
  - 2020年10月9日以前のGI競走（牝馬限定競走を除く）1着馬1kg増（2歳時の成績を除く）
- フルゲート：18頭[8]

天皇賞（秋）とエリザベス女王杯のステップ競走に指定されており、地方競馬所属馬は天皇賞（秋）の出走候補馬（2頭まで）とエリザベス女王杯の出走候補馬（3頭まで）に優先出走が認められている。また、それぞれの出走候補馬は本競走で2着以内の成績を収めた馬に天皇賞（秋）またはエリザベス女王杯の優先出走権が与えられる。このため、地方競馬所属馬が最大5頭出走する場合がある。

### 賞金
2024年の1着賞金は6700万円で、以下2着2700万円、3着1700万円、4着1000万円、5着670万円。

## 歴史
- 1966年 - 4歳以上の馬による重賞競走として「ハリウッドターフクラブ賞」の名称で創設、京都競馬場の芝3200mで施行[4]。
- 1971年 - 混合競走に指定、外国産馬が出走可能になる[4]。
- 1974年 - 名称を「京都大賞典」に変更[4]。
- 1976年 - 厩務員労働組合の争議のため日程変更が行われ、阪神競馬場での施行となる。
- 1984年
  - 名称を「農林水産省賞典 京都大賞典」に変更[7]。
  - グレード制施行によりGII[注 1]に格付け。
- 1995年 - 指定交流競走となり、天皇賞（秋）の出走候補馬（地方競馬所属馬）が2頭まで出走可能になる[7]。
- 1999年 - 地方競馬所属馬の出走枠を拡大し、エリザベス女王杯の出走候補馬も3頭まで出走可能になる[7]。
- 2001年 - 馬齢表示の国際基準への変更に伴い、出走資格を「3歳以上」に変更。
- 2003年 - 国際競走に指定され、外国調教馬が9頭まで出走可能になる[7]。
- 2014年 - この年から1着馬に天皇賞（秋）の優先出走権を付与[4]。
- 2021年 - 京都競馬場の整備工事に伴い、阪神競馬場で施行（2022年も同様）[11]。
- 2024年 - 「JRA70周年記念競走」の副称をつけて施行[12]。

### 歴代優勝馬
コース種別を表記していない距離は、芝コースを表す。
優勝馬の馬齢は、2000年以前も現行表記に揃えている。
| 回数   | 施行日         | 競馬場 | 距離  | 優勝馬             | 性齢 | タイム | 優勝騎手   | 管理調教師 | 馬主                           |
| ------ | -------------- | ------ | ----- | ------------------ | ---- | ------ | ---------- | ---------- | ------------------------------ |
| 第1回  | 1966年10月9日  | 京都   | 3200m | キヨウエイヒカリ   | 牡3  | 3:21.4 | 清水出美   | 星川泉士   | 松岡正雄                       |
| 第2回  | 1967年10月22日 | 京都   | 2400m | シバフジ           | 牡3  | 2:26.9 | 松本善登   | 浅見国一   | 内芝伝一                       |
| 第3回  | 1968年10月20日 | 京都   | 2400m | マーチス           | 牡3  | 2:27.8 | 久保敏文   | 伊藤修司   | 大久保常吉                     |
| 第4回  | 1969年10月19日 | 京都   | 2400m | フイニイ           | 牡5  | 2:30.4 | 保田隆芳   | 尾形藤吉   | 永田賢介                       |
| 第5回  | 1970年10月18日 | 京都   | 2400m | ニューキミノナハ   | 牡4  | 2:38.7 | 簗田善則   | 庄野穂積   | 岡山信一                       |
| 第6回  | 1971年10月17日 | 京都   | 2400m | メジロアサマ       | 牡5  | 2:28.3 | 池上昌弘   | 保田隆芳   | 北野豊吉                       |
| 第7回  | 1972年10月15日 | 京都   | 2400m | キームスビィミー   | 牡6  | 2:26.6 | 小野幸治   | 小林稔     | 木村昭子                       |
| 第8回  | 1973年10月14日 | 京都   | 2400m | タニノチカラ       | 牡4  | 2:31.8 | 田島日出雄 | 島崎宏     | 谷水雄三                       |
| 第9回  | 1974年10月13日 | 京都   | 2400m | タニノチカラ       | 牡5  | 2:29.6 | 田島日出雄 | 島崎宏     | 谷水雄三                       |
| 第10回 | 1975年10月12日 | 京都   | 2400m | イシノマサル       | 牡3  | 2:32.5 | 加賀武見   | 浅野武志   | 石嶋清仁                       |
| 第11回 | 1976年10月17日 | 阪神   | 2400m | パッシングベンチャ | 牡3  | 2:27.3 | 飯田明弘   | 小林稔     | 山本慎一                       |
| 第12回 | 1977年10月16日 | 京都   | 2400m | テンポイント       | 牡4  | 2:27.9 | 鹿戸明     | 小川佐助   | 高田久成                       |
| 第13回 | 1978年10月15日 | 京都   | 2400m | リュウキコウ       | 牡4  | 2:27.3 | 久保敏文   | 久保道雄   | 三好笑子                       |
| 第14回 | 1979年10月14日 | 中京   | 2400m | テンメイ           | 牡5  | 2:27.3 | 清水英次   | 坂田正行   | 近藤克夫                       |
| 第15回 | 1980年10月12日 | 阪神   | 2400m | シルクスキー       | 牝4  | 2:32.5 | 伊藤清章   | 伊藤修司   | 中山信一                       |
| 第16回 | 1981年10月4日  | 京都   | 2400m | イナドコトブキ     | 牡5  | 2:30.4 | 村本善之   | 新川恵     | 芳村壽郎                       |
| 第17回 | 1982年10月10日 | 京都   | 2400m | メジロカーラ       | 牝3  | 2:26.2 | 田原成貴   | 浅見国一   | （有）メジロ牧場               |
| 第18回 | 1983年10月9日  | 京都   | 2400m | ヤマノシラギク     | 牝4  | 2:28.9 | 松田幸春   | 大久保正陽 | 奥村啓二                       |
| 第19回 | 1984年10月7日  | 京都   | 2400m | スズカコバン       | 牡4  | 2:25.8 | 村本善之   | 小林稔     | 永井永一                       |
| 第20回 | 1985年10月6日  | 京都   | 2400m | ヤマノシラギク     | 牝6  | 2:28.9 | 清水英次   | 大久保正陽 | 奥村啓二                       |
| 第21回 | 1986年10月5日  | 京都   | 2400m | スズカコバン       | 牡6  | 2:26.9 | 河内洋     | 小林稔     | 永井永一                       |
| 第22回 | 1987年10月11日 | 京都   | 2400m | トウカイローマン   | 牝6  | 2:29.6 | 武豊       | 中村均     | 内村正則                       |
| 第23回 | 1988年10月9日  | 京都   | 2400m | メイショウエイカン | 牡5  | 2:27.1 | 松永幹夫   | 高橋成忠   | 松本好雄                       |
| 第24回 | 1989年10月8日  | 京都   | 2400m | スーパークリーク   | 牡4  | 2:25.0 | 武豊       | 伊藤修司   | 木倉誠                         |
| 第25回 | 1990年10月7日  | 京都   | 2400m | スーパークリーク   | 牡5  | 2:26.9 | 武豊       | 伊藤修司   | 木倉誠                         |
| 第26回 | 1991年10月6日  | 京都   | 2400m | メジロマックイーン | 牡4  | 2:26.5 | 武豊       | 池江泰郎   | メジロ商事（株）               |
| 第27回 | 1992年10月11日 | 京都   | 2400m | オースミロッチ     | 牡5  | 2:24.6 | 松本達也   | 中尾正     | 山路秀則                       |
| 第28回 | 1993年10月10日 | 京都   | 2400m | メジロマックイーン | 牡6  | 2:22.7 | 武豊       | 池江泰郎   | メジロ商事（株）               |
| 第29回 | 1994年10月9日  | 阪神   | 2500m | マーベラスクラウン | 騸4  | 2:31.0 | 南井克巳   | 大沢真     | 笹原貞生                       |
| 第30回 | 1995年10月8日  | 京都   | 2400m | ヒシアマゾン       | 牝4  | 2:25.3 | 中舘英二   | 中野隆良   | 阿部雅一郎                     |
| 第31回 | 1996年10月6日  | 京都   | 2400m | マーベラスサンデー | 牡4  | 2:25.1 | 武豊       | 大沢真     | 笹原貞生                       |
| 第32回 | 1997年10月5日  | 京都   | 2400m | シルクジャスティス | 牡3  | 2:26.2 | 藤田伸二   | 大久保正陽 | （有）シルク                   |
| 第33回 | 1998年10月11日 | 京都   | 2400m | セイウンスカイ     | 牡3  | 2:25.6 | 横山典弘   | 保田一隆   | 西山正行                       |
| 第34回 | 1999年10月10日 | 京都   | 2400m | ツルマルツヨシ     | 牡4  | 2:24.3 | 藤田伸二   | 二分久男   | 鶴田任男                       |
| 第35回 | 2000年10月8日  | 京都   | 2400m | テイエムオペラオー | 牡4  | 2:26.0 | 和田竜二   | 岩元市三   | 竹園正繼                       |
| 第36回 | 2001年10月7日  | 京都   | 2400m | テイエムオペラオー | 牡5  | 2:25.0 | 和田竜二   | 岩元市三   | 竹園正繼                       |
| 第37回 | 2002年10月6日  | 京都   | 2400m | ナリタトップロード | 牡6  | 2:23.6 | 四位洋文   | 沖芳夫     | 山路秀則                       |
| 第38回 | 2003年10月12日 | 京都   | 2400m | タップダンスシチー | 牡6  | 2:26.6 | 佐藤哲三   | 佐々木晶三 | （株）友駿ホースクラブ         |
| 第39回 | 2004年10月10日 | 京都   | 2400m | ナリタセンチュリー | 牡5  | 2:25.2 | 田島裕和   | 藤沢則雄   | 山路秀則                       |
| 第40回 | 2005年10月9日  | 京都   | 2400m | リンカーン         | 牡5  | 2:25.4 | 武豊       | 音無秀孝   | 近藤英子                       |
| 第41回 | 2006年10月8日  | 京都   | 2400m | スイープトウショウ | 牝5  | 2:31.5 | 池添謙一   | 鶴留明雄   | トウショウ産業（株）           |
| 第42回 | 2007年10月7日  | 京都   | 2400m | インティライミ     | 牡5  | 2:24.8 | 佐藤哲三   | 佐々木晶三 | （有）サンデーレーシング       |
| 第43回 | 2008年10月12日 | 京都   | 2400m | トーホウアラン     | 牡5  | 2:26.9 | 鮫島良太   | 藤原英昭   | 東豊物産（株）                 |
| 第44回 | 2009年10月11日 | 京都   | 2400m | オウケンブルースリ | 牡4  | 2:24.3 | 内田博幸   | 音無秀孝   | 福井明                         |
| 第45回 | 2010年10月10日 | 京都   | 2400m | メイショウベルーガ | 牝5  | 2:25.0 | 池添謙一   | 池添兼雄   | 松本好雄                       |
| 第46回 | 2011年10月9日  | 京都   | 2400m | ローズキングダム   | 牡4  | 2:24.1 | 後藤浩輝   | 橋口弘次郎 | （有）サンデーレーシング       |
| 第47回 | 2012年10月8日  | 京都   | 2400m | メイショウカンパク | 牡5  | 2:23.4 | 池添謙一   | 荒川義之   | 松本好雄                       |
| 第48回 | 2013年10月6日  | 京都   | 2400m | ヒットザターゲット | 牡5  | 2:22.9 | 北村友一   | 加藤敬二   | 前田晋二                       |
| 第49回 | 2014年10月14日 | 京都   | 2400m | ラストインパクト   | 牡4  | 2:24.2 | 川田将雅   | 松田博資   | （有）シルクレーシング         |
| 第50回 | 2015年10月12日 | 京都   | 2400m | ラブリーデイ       | 牡5  | 2:23.6 | 川田将雅   | 池江泰寿   | 金子真人ホールディングス（株） |
| 第51回 | 2016年10月10日 | 京都   | 2400m | キタサンブラック   | 牡4  | 2:25.5 | 武豊       | 清水久詞   | （有）大野商事                 |
| 第52回 | 2017年10月9日  | 京都   | 2400m | スマートレイアー   | 牝7  | 2:23.0 | 武豊       | 大久保龍志 | 大川徹                         |
| 第53回 | 2018年10月8日  | 京都   | 2400m | サトノダイヤモンド | 牡5  | 2:25.4 | 川田将雅   | 池江泰寿   | （株）サトミホースカンパニー   |
| 第54回 | 2019年10月6日  | 京都   | 2400m | ドレッドノータス   | 騸6  | 2:23.5 | 坂井瑠星   | 矢作芳人   | （有）キャロットファーム       |
| 第55回 | 2020年10月11日 | 京都   | 2400m | グローリーヴェイズ | 牡5  | 2:25.6 | 川田将雅   | 尾関知人   | （有）シルクレーシング         |
| 第56回 | 2021年10月10日 | 阪神   | 2400m | マカヒキ           | 牡8  | 2:24.5 | 藤岡康太   | 友道康夫   | 金子真人ホールディングス（株） |
| 第57回 | 2022年10月10日 | 阪神   | 2400m | ヴェラアズール     | 牡5  | 2:24.3 | 松山弘平   | 渡辺薫彦   | （有）キャロットファーム       |
| 第58回 | 2023年10月9日  | 京都   | 2400m | プラダリア         | 牡4  | 2:25.3 | 池添謙一   | 池添学     | 名古屋友豊（株）               |
| 第59回 | 2024年10月6日  | 京都   | 2400m | シュヴァリエローズ | 牡6  | 2:22.9 | 北村友一   | 清水久詞   | （有）キャロットファーム       |